# Бартош Папроцький
Бартош (Варфоломій) Папроцький гербу Яструбець (Ястребець) (пол. Bartosz Paprocki; бл. 1543, Папроцька Воля, тепер Стара Воля поблизу Серпця — 27 грудня 1614, Львів?) — польський шляхтич, генеалог, хроніст.

## Життєпис
Походив із Добжинської землі Корони, зі шляхти частково середньої, частково — дрібної. Народився поблизу Сєрпця. Батько — Анджей, коморник земський добжиньський, мати — його дружина Ельжбета з Єжевських.
За деякими джерелами, навчався у Краківській академії, що не підтверджене в «імматрикуляції». По смерті батьків перед 1567 роком осів у родинних маєтках. Перебував на дворі Петра Горайського. 1567 року разом з братами Росланцем (пізніше — пробощ в Плонську), Войцехом згаданий 3 рази в записах суду Бобровніці.
Пізніше мав тісні контакти зі Зборовськими, їх затятими суперниками — Тенчиньськими. 1572 року мав брати участь в посольстві Анджея Тарановського до Стамбулу.
24 лютого 1598 року отримав чеське шляхетство (і відповідне прізвище Папроцький з Глогол). Тривалий час прожив у Чехії, Моравії.
Помер, певне, у Львові, де був похований у крипті костелу Святого Хреста (францисканців).

### Сім'я
Його дружиною була Ядвіґа з Коссобудзьких (значно старша за нього віком), донька сєрпського каштеляна Миколая, вдова млавського старости Вісьнєвського, потім — Жицького. Дружина — дідичка Крайкова, половини Липи коло Рацьонжа. Дітей у шлюбі не мали, шлюб відбувся близько 1570 року.

## Твори
Його авторству належить книга «Герби польського лицарства», в якій, зокрема, описав побут і звичаї козаків Запорозької Січі на о. Томаківка. В працях «Гніздо цноти» (1578) і «Герби польського лицарства» (1584) містяться відомості з історії геральдичної символіки окремих українських магнатських і шляхетських родів, а також воєводств, земель та міст.
- Bartosz Paprocki «Gniazdo cnoty». — Kraków, 1578 [Архівовано 6 жовтня 2014 у Wayback Machine.]
- Bartosz Paprocki «Herby rycerstwa polskiego przez Bartosza Paprockiego zebrane i wydane r. p. 1584», Biblioteka Polska, Kraków, 1858 [Архівовано 17 грудня 2014 у Wayback Machine.]